# Tarasenkî, Fastiv
Tarasenkî (în ucraineană Тарасенки) este un sat în comuna Cervona Motovîlivka din raionul Fastiv, regiunea Kiev, Ucraina.

## Demografie
Componența lingvistică a localității Tarasenkî
     Ucraineană (100%)
Conform recensământului din 2001, toată populația localității Tarasenkî era vorbitoare de ucraineană (100%).